# Emmanuel Carrère
Emmanuel Carrère (Paris, 9 de dezembro de 1957) é um escritor, roteirista e realizador francês, diplomado pelo Instituto de Estudos Políticos de Paris.
É filho de Louis Édouard Carrère e da sovietóloga da Academia Francesa Hélène Carrère d'Encausse. Tem duas irmãs, Nathalie Carrère e Marinha Carrère d'Encausse, e é primo do filósofo François Zourabichvili. Seu avô materno era um imigrante georgiano.
Passou dois anos em Surubaia, na Indonésia (1980 a 1982), para o serviço nacional de cooperação, ensinando principalmente francês. Nunca foi indicado ao Goncourt, prêmio literário máximo da França, motivo pelo qual é constantemente alvo de polêmicas na imprensa francesa.

## Posições políticas
Em entrevista à revista Charles em 2016, Carrère disse que votou pela primeira vez em 2007, na candidata socialista Ségolène Royal, e em François Hollande em 2012.

## Filmografia
- 1998: La Classe de neige de Claude Miller, adaptação da novela do mesmo título. Prêmio especial do júri do Festival de Cannes.
- 1999: Angel.
- 2002: L'Adversaire.
- 2003: Retour à Kotelnitch, documentário de 2003.
- 2005: La Moustache, realizador e co-roteirista, com Jérôme Beaujour a partir da novela homónima, com Emmanuelle Devos e Vincent Lindon.
- 2010: D'autres vies que a mienne, adaptação da novela homónima, dirigida por Philippe Lioret, com Vincent Lindon e Marie Gillain como actores protagonistas.

Telefilmes
- Léon Morin prêtre.
- Monsieur Ripois.
- Lhe Blanc à lunettes, a partir de uma novela de Georges Simenon.
- Lhes clients d'Avrenos, a partir de uma novela de Georges Simenon.
- Pêcheur d'Islande, a partir de uma novela de Pierre Loti.
- Denis, com guion de Catherine Corsini.
- Désiré Landru.

## Prêmios literários
- 1984: Prêmio Passion por Bravoure
- 1985: Prêmio Literário da Vocação por Bravoure
- 1987: Grande Prêmio da Imaginação por Le Détroit de Behring
- 1988: Prêmio Kléber-Haedens por Hors d'atteinte?
- 1988: Prêmio da Fundação Charles Oulmont por Hors d'atteinte?
- 1995: Prêmio Femina por La Classe de neige
- 2007: Prêmio Duménil por Um Romance Russo
- 2009: Prêmio Marie-Claire de Romance de Emoção, Prêmio dos Leitores de L'Express e Prêmio Crésus por Outras Vidas que Não a Minha
- 2010: Globo de Cristal por Outras Vidas que Não a Minha
- 2010: Grande Prêmio de Literatura Henri-Gal pelo conjunto de sua obra
- 2011: Prêmio da Língua Francesa
- 2011: Prêmio Renaudot por Limonov
- 2014: Prêmio Literário do Le Monde, Melhor Livro do Ano da revista Lire, vencedor do ranking 2014 do Le Point, por O Reino
- 2017: Prêmio FIL de Literatura em Línguas Românicas, pelo conjunto de sua trajetória literária e jornalística, prêmio concedido pela Feira Internacional do Livro de Guadalajara, no México
- 2018: Prêmio da Biblioteca Nacional da França
- 2021:  - Prêmio Princesa das Astúrias de Letras    - Prêmio Napoli, prêmio especial de literatura internacional por Yoga
- 2022: Prêmio Aujourd'hui por V13